# 436 mieszkańców
436 mieszkańców lub Populacja: 436 (oryg. ang. Population 436) – kanadyjsko-amerykański horror z 2006 roku, w reżyserii Michelle MacLaren.

## Opis fabuły
Akcja filmu rozgrywa się w małym miasteczku Rockwell Falls, na pozór wydającym się być prawdziwym rajem na ziemi, do którego przyjeżdża pracownik urzędu statystycznego (United States Census Bureau) – Steve Kady. Kady podczas badań ze zdziwieniem odkrywa, że liczba osób zamieszkujących w osadzie od ponad 100 lat nie ulega zmianie i miejscowość zawsze liczy 436 mieszkańców. Stopniowo Kady zauważa coraz więcej dziwnych i niepokojących zjawisk w na pozór idyllicznym otoczeniu, aż do chwili, gdy wreszcie miejscowi odkrywają przed nim całą swoją tajemnicę. Wtedy jednak nie może on już opuścić osady.
Jakkolwiek film zaliczany jest do kategorii horrorów, nie pojawiają się w nim żadne zjawiska czy postacie o charakterze paranormalnym, zaś atmosfera zagrożenia i tajemnicy jest wynikiem działań mieszkańców osady. Jedynie zakończenie może wzbudzać kontrowersje – czy los bohatera jest wynikiem przypadku, czy ingerencji sił nadprzyrodzonych; kwestia ta jest pozostawiona ocenie widza.

## Obsada filmu
- Jeremy Sisto jako Steve Kady
- Fred Durst jako Policjant
- Charlotte Sullivan jako Courtney
- Reva Timbers jako Amanda
- James Blicq jako Obie Spark
- Cory Cassidy jako Wyle
- Leigh Enns jako Kathy Most
- Dana Horrox jako żona Johna
- Gavin Polone jako Aames

i inni